# 몰리 맥과이어스 (영화)
몰리 맥과이어스(The Molly Maguires)는 미국에서 제작된 마틴 리트 감독의 1970년 드라마 영화이다. 숀 코네리 등이 주연으로 출연하였고 월터 번스타인 등이 제작에 참여하였다.

## 출연

### 주연
- 숀 코네리
- 리처드 해리스

### 조연
- 사만다 에가
- 프랭크 핀레이
- 안소니 저브
- 베델 레슬리
- 아트 런드
- 필립 보뉴프
- 안소니 코스텔로
- 브렌던 딜론
- 존 앨더슨
- 말러키 맥커트
- 이안 아베크롬비
- 닉 디미트리
- 척 힉스
- 카렌 마촌
- 피터 로간

## 제작진
- 미술: 탐비 라슨
- 세트: 다렐 실베라
- 의상: 도로시 지킨스
- 배역: 호이트 보워스